# Departament Ouémé
Ouémé – jeden z 12 departamentów Beninu. Zajmuje powierzchnię 1281 km². W spisie ludności z 11 maja 2013 roku liczył 1 100 404 mieszkańców. 

## Położenie
Położony jest w południowo-wschodniej części kraju. Graniczy z państwem Nigeria, a także z innymi departamentami Beninu – Littoral, Atlantique, Zou i Plateau. Od południa ograniczony jest przez Zatokę Gwinejską. 

## Historia
W 1975 roku ówczesny Dahomej zmienił nazwę na obecną, Benin. Wówczas utworzono również 6 prowincji, wśród nich między innymi Ouémé. 15 stycznia 1999 roku w wyniku reformy administracyjnej z Ouémé wydzielono departament Plateau. W wyniku tej samej reformy zmieniło nazewnictwo „prowincji” na „departamenty”. 

## Demografia
W 2013 roku populacja departamentu liczyła 1 100 404 mieszkańców. W porównaniu z 2002 rokiem rosła ona średnio o 3,71% rocznie. 
|  |

### Struktura etniczna
- Fonowie – 78,7%
- Joruba – 10,1%
- Aja – 8,1%
- obcokrajowcy – 1,6%
- pozostali – 1,5%

### Struktura religijna
- katolicyzm – 34,6%
- Niebiański Kościół Chrystusa – 17,4%
- islam – 12,1%
- inne kościoły chrześcijańskie – 8,3%
- Protestancki Kościół Metodystyczny – 7,8%
- inne kościoły protestanckie – 7,7%
- voodoo – 6,0%
- inne religie – 3,8%
- brak religii – 2,3%